# Métamorphoses
Métamorphoses — десятый студийный альбом Жана Мишеля Жара, выпущенный Sony Music в 2000 году. Также был издан в США Disques Dreyfus в 2004.

## Об альбоме
После провала своего предыдущего альбома Oxygene 7-13 Жан-Мишель Жарр решил начать всё заново, взяв другое направление своей музыки, включив в свою музыку вокал. Это первый «вокальный» альбом Жана-Мишеля Жара, в котором он с помощью вокодера сотрудничает с Лори Андерсон, Наташей Атлас и Деирдре Дубуа. Лори Андерсон этим сделала своё второе появление в дискографии Жарра (первой было сотрудничество в альбоме Zoolook в композиции «Diva»). В музыке чувствуется смесь элементов современного техно-попа, эмбиентного джаза и электро. В целом альбом был положительно воспринят критиками, хотя и не принёс большого успеха.
Трек «Hey Gagarin», посвящённый первому космонавту в истории, прозвучал на шоу Millenium Concert у египетских пирамид в Гизе 31 декабря 1999 года.

## Список композиций
1. "Je me souviens" – 4:25
2. "C'est la Vie" – 7:11
3. "Rendez-vous à Paris" – 4:19
4. "Hey Gagarin" – 6:20
5. "Millions of Stars" – 5:41
6. "Tout est bleu" – 6:01
7. "Love Love Love" – 4:26
8. "Bells" – 3:49
9. "Miss Moon" – 6:08
10. "Give Me a Sign" – 3:49
11. "Gloria, Lonely Boy" – 5:31
12. "Silhouette" – 2:29

## Участники записи
- Жан Мишель Жарр — вокал, обработанный голос, синтезаторы
- Жоаким Гарро — программирование ритма, звуковой дизайн, дополнительные клавишные
- Лори Андерсон — вокал в «Je Me Souviens»
- Наташа Атлас — вокал в «C’est la Vie»
- Шерон Корр — скрипка в «Rendez-Vous à Paris»
- Вероника Босса — вокал в «Give Me a Sign» и «Millions of Stars»
- Деирдре Дебуа — вокал в «Miss Moon»
- Lisa Jacobs — вокал в «Millions of Stars»
- Ozlem Cetin — вокал в «Silhouette»
- Кристофер Папендик — бас
- Францис Рамбер — дополнительные клавишные